# Irmindo Bocheń
Irmindo Tadeusz Bocheń (ur. 19 maja 1948 w Giżycku) – polski inżynier rolnictwa i polityk, poseł na Sejm X i I kadencji (1989–1993).

## Życiorys
Ukończył w 1972 studia na Akademii Rolniczej w Krakowie, uzyskując tytuł zawodowy magistra inżyniera rolnictwa. Był dyrektorem Państwowego Przedsiębiorstwa Rolniczo-Doświadczalnego w Targoszynie. Wstąpił do Polskiej Zjednoczonej Partii Robotniczej, należał do egzekutywy komitetu gminnego, był również przewodniczącym Gminnej Rady Narodowej w Mściwojowie.
W 1989 uzyskał mandat posła na Sejm kontraktowy, został wybrany w okręgu legnickim. Na koniec kadencji należał do Parlamentarnego Klubu Lewicy Demokratycznej, był członkiem Komisji Rolnictwa i Gospodarki Żywnościowej oraz Komisji Stosunków Gospodarczych z Zagranicą i Gospodarki Morskiej.
W 1991 ponownie został posłem z ramienia Sojuszu Lewicy Demokratycznej (jako przedstawiciel Socjaldemokracji Rzeczypospolitej Polskiej) w okręgu jeleniogórsko-legnickim. W Sejmie I kadencji także zasiadał w Komisji Stosunków Gospodarczych z Zagranicą i Gospodarki Morskiej. W 1992 stał się pierwszym w historii III Rzeczypospolitej posłem, któremu uchylono immunitet w związku z toczącym się postępowaniem karnym o poświadczenie nieprawdy (postępowanie karne zostało później umorzone). W 1993 nie ubiegał się o reelekcję.
W latach 1995–1996 pełnił funkcję wicedyrektora Departamentu Infrastruktury Wsi w Ministerstwie Rolnictwa i Gospodarki Żywnościowej, a od 1997 do 2003 był wicedyrektorem Departamentu Małych i Średnich Przedsiębiorstw w Ministerstwie Gospodarki.
Działał także w biznesie, m.in. zasiadając w radach nadzorczych spółek prawa handlowego. Pod koniec lat 90. wszedł w skład zarządu spółki „Polkar”, założonej z inicjatywy m.in. Janusza Maksymiuka. Pełnił później funkcję szefa doradców Agencji Nieruchomości Rolnych.

## Odznaczenia
- Złoty Krzyż Zasługi (1986)
- Medal 40-lecia Polski Ludowej (1984)[3]